# Guayama
Guayama è una città di Porto Rico situata sulla costa meridionale dell'isola. L'area comunale confina a nord con Cayey, a est con Patillas e Arroyo e a ovest con Salinas. È bagnata a sud dalle acque del Mar dei Caraibi. Il comune, che fu fondato nel 1736, oggi conta una popolazione di quasi 45 000 abitanti ed è suddiviso in 10 circoscrizioni (barrios).